# Michael Kreihsl
Michael Kreihsl (* 14. April 1958 in Wien) ist ein österreichischer Regisseur, Drehbuchautor und Schauspieler.

## Leben
Michael Kreihsl studierte zunächst Kunstgeschichte und Archäologie und machte eine Ausbildung zum Gemälderestaurator. An der Wiener Hochschule für Musik und darstellende Kunst studierte er Ende der 1980er Jahre Regie, hier entstanden erste Filmarbeiten. Es folgte ein Film-Studium an der New York University. Seit Anfang der 1990er Jahre inszeniert er auch fürs Theater und hat Lehraufträge an der Filmakademie Wien.
Kreihsl inszenierte am Burgtheater, Volkstheater Wien, Theater in der Josefstadt. Der in Wien geborene Theater- und Filmregisseur reüssierte bereits 1992, in der Claus-Peymann-Ära, mit Theaterfallen nach Daniil Charms am Burgtheater. Weiter inszenierte er Franzobel, Gert Jonke, Patrick Marber, Elfriede Jelinek, Marlene Streeruwitz und Johann Nestroy. 
Kreihsl drehte zahlreiche preisgekrönte Kino- und Fernsehfilme, so etwa 2017 Daniel Glattauers Die Wunderübung mit Aglaia Szyszkowitz und Devid Striesow als ineinander verstrittenem Ehepaar und Erwin Steinhauer als lakonischem Paartherapeuten, oder auch den Film Liebe möglicherweise mit Otto Schenk, Gerti Drassl und Devid Striesow. Der Film Risiken und Nebenwirkungen nach dem Theaterstück Die Niere von Stefan Vögel kam 2022 in die österreichischen und deutschen Kinos.

## Filmografie (Auswahl)
- 1986: Eine Bewegung der Zeit
- 1989: Idomeneo
- 1990: A Licenced Liberty
- 1996: Charms Zwischenfälle
- 1996: Klavier im Stau
- 2000: Probieren Sie’s mit einem Jüngeren
- 2000: The Long Rain
- 2000: Heimkehr der Jäger
- 2002: Tigermännchen sucht Tigerweibchen
- 2003: Liebe zartbitter
- 2003: Jetzt erst recht
- 2004: Mein Vater, meine Frau und meine Geliebte
- 2006: Heute heiratet mein Mann
- 2008: Prager Frühling
- 2010: Trau niemals deinem Schwiegersohn
- 2010: Liebe auf Kredit
- 2010: Der Täter
- 2011: Weihnachtsengel küsst man nicht
- 2010: Poll (als Schauspieler)
- 2016: Liebe möglicherweise
- 2016: Egon Schiele: Tod und Mädchen (als Schauspieler)
- 2018: Die Wunderübung
- 2020: Vier Saiten
- 2021: Risiken und Nebenwirkungen
- 2021: Stadtkomödie – Man kann nicht alles haben

## Auszeichnungen (Auswahl)
- 1996: Caligari Filmpreis des Internationalen Forums des jungen Films, Berlinale, für Charms Zwischenfälle
- 2000: Würdigungspreis für Filmkunst des Bundeskanzleramtes
- 2001: Erich-Neuberg-Preis für Probieren Sie’s mit einem Jüngeren
- 2004: Fernsehpreis der Österreichischen Erwachsenenbildung für die Regie bei Mein Vater, meine Frau und meine Geliebte
- 2005: Romy für die Regie bei Mein Vater, meine Frau und meine Geliebte
- 2005: FIPA d’or, Grand Prize Drama (Biarritz) für Mein Vater, meine Frau und meine Geliebte
- 2008: Certificate for Creative Excellence, US International Film and Video Festival für Prague Spring (Prager Frühling – der letzte Coup des Sowjet-Imperiums, Regie: Manfred Christ, Michael Kreihsl).
- 2021: Internationales Filmfest Emden-Norderney – Auszeichnung mit dem Schreibtisch am Meer – Stipendium zur Stoffentwicklung und zum Drehbuchschreiben[2]